# 2010 no cinema
O ano de 2010 foi marcado pelo lançamento de novos filmes, assim como sequências e remakes de filmes ou livros, como Harry Potter e as Relíquias da Morte: Parte 1, Toy Story 3, Homem de Ferro 2, Alice no País das Maravilhas, A Origem, Shrek para Sempre, A Saga Crepúsculo: Eclipse e As Crônicas de Nárnia: A Viagem do Peregrino da Alvorada entre outros. 2010 marcou também um grande número de filmes lançados no formato 3D. Este também é o ano em que se passa a história de 2010: O Ano em que Faremos Contato de 1984 sucessor de 2001: Uma Odisseia no Espaço.

## Maiores bilheterias de 2010
| Ranque | Título                                        | Distribuidor | Bilheteria globar |
| ------ | --------------------------------------------- | ------------ | ----------------- |
| 1      | Toy Story 3                                   | Disney       | US$ 1,066,969,703 |
| 2      | Alice in Wonderland                           | Disney       | US$ 1,025,467,110 |
| 3      | Harry Potter and the Deathly Hallows – Part 1 | Warner Bros. | US$ 960,897,696   |
| 4      | Inception                                     | Warner Bros. | US$ 828,258,695   |
| 5      | Shrek Forever After                           | Paramount    | US$ 752,600,867   |
| 6      | The Twilight Saga: Eclipse                    | Summit       | US$ 698,491,347   |
| 7      | Iron Man 2                                    | Paramount    | US$ 623,933,331   |
| 8      | Tangled                                       | Disney       | US$ 592,461,732   |
| 9      | Despicable Me                                 | Universal    | US$ 543,113,985   |
| 10     | How to Train Your Dragon                      | Paramount    | US$ 494,878,759   |

## Premiações
- Prêmios Globo de Ouro de 2010
- Oscar 2010
- BAFTA 2010
- Critics' Choice Awards de 2010

## Janeiro - Março
A tabela lista filmes que foram lançados em algum momento de 2010.
| Estréia           | Estréia | Título                                             | Estúdio                     | Elenco & Produção | Ref.   |
| ----------------- | ------- | -------------------------------------------------- | --------------------------- | --- | ------ |
| J A N E I R O     | 8       | Daybreakers                                        | Lionsgate                   | Willem Dafoe, Ethan Hawke, Sam Neill | [ 2 ]  |
| J A N E I R O     | 8       | Leap Year                                          | Universal                   | Amy Adams, Adam Scott, Kaitlin Olson, Matthew Goode | [ 3 ]  |
| J A N E I R O     | 8       | Youth in Revolt                                    | The Weinstein Company       | Michael Cera, Ray Liotta, Steve Buscemi | [ 4 ]  |
| J A N E I R O     | 15      | The Book of Eli                                    | Warner                      | Allen Hughes, Albert Hughes (direção); Gary Whitta, Anthony Peckham (adaptação); Denzel Washington, Gary Oldman, Mila Kunis, Ray Stevenson, Jennifer Beals | [ 5 ]  |
| J A N E I R O     | 15      | The Spy Next Door                                  | Lionsgate                   | Jackie Chan, Magnus Scheving, Billy Ray Cyrus, George Lopez | [ 6 ]  |
| J A N E I R O     | 22      | Creation                                           | Newmarket Films             | Dir., Jon Amiel Adp, John Collee Elenco Paul Bettany, Jennifer Connelly, Jeremy Northam, Toby Jones, Jim Carter, Benedict Cumberbatch, Teresa Churcher | [ 7 ]  |
| J A N E I R O     | 22      | Extraordinary Measures                             | CBS Films                   | Tom Vaughan (direção); Harrison Ford, Brendan Fraser, Keri Russell | [ 8 ]  |
| J A N E I R O     | 22      | Legion                                             | Screen Gems                 | Scott Stewart (diretor); Paul Bettany, Dennis Quaid, Tyrese Gibson, Jon Tenney, Charles S. Dutton, Adrianne Palicki, Lucas Black | [ 9 ]  |
| J A N E I R O     | 22      | Tooth Fairy                                        | Twentieth Century Fox       | Michael Lembeck (diretor); Dwayne Johnson, Ashley Judd, Julie Andrews, Chase Ellison, Billy Crystal | [ 10 ] |
| J A N E I R O     | 22      | To Save a Life                                     | Samuel Goldwyn Films        | Brian Baugh (diretor); Randy Wayne, Deja Kreutzberg, Joshua Weigel, Steven Crowder, D. David Morin | [ 11 ] |
| J A N E I R O     | 29      | Edge of Darkness                                   | Warner Bros.                | Martin Campbell (diretor) Mel Gibson, Ray Winstone, Danny Huston | [ 12 ] |
| J A N E I R O     | 29      | When in Rome                                       | Touchstone                  | Kristen Bell, Josh Duhamel, Will Arnett, Alexis Dziena, Jon Heder, Dax Shepard, Kate Micucci, Bobby Moynihan, Danny DeVito, Anjelica Huston | [ 13 ] |
| F E V E R E I R O | 5       | Dear John                                          | Screen Gems                 | Lasse Hallström (diretor); Channing Tatum, Amanda Seyfried, Henry Thomas, Scott Porter, Richard Jenkins, Cullen Moss, Luke Benward | [ 14 ] |
| F E V E R E I R O | 5       | Frozen                                             | Anchor Bay Entertainment    | Adam Green (diretor); Emma Bell, Kevin Zegers, Shawn Ashmore, | [ 15 ] |
| F E V E R E I R O | 5       | From Paris with Love                               | Lionsgate                   | Pierre Morel (diretor); John Travolta, Jonathan Rhys Meyers | [ 16 ] |
| F E V E R E I R O | 5       | I Love You Phillip Morris                          | Consolidated Pictures Group | Elenco: Jim Carrey, Ewan McGregor, Leslie Mann, Rodrigo Santoro | [ 17 ] |
| F E V E R E I R O | 12      | Percy Jackson & the Olympians: The Lightning Thief | Twentieth Century Fox       | Chris Columbus (diretor); Logan Lerman, Rosario Dawson, Steve Coogan, Uma Thurman, Pierce Brosnan, Kevin McKidd, Sean Bean, Catherine Keener, Alexandra Daddario | [ 18 ] |
| F E V E R E I R O | 12      | A Prophet                                          | Sony Picture Classics       | Dir. & Adp., Jacques Audiard Elenco Tahar Rahim, Niels Arestrup, Alaa Oumouzoune, Gilles Cohen, Farid Elouardi, Adel Bencherif, Sonia Hell | [ 19 ] |
| F E V E R E I R O | 12      | Valentine's Day                                    | New Line Cinema             | Garry Marshall (diretor); Julia Roberts, Anne Hathaway, Shirley MacLaine, Emma Roberts, Jennifer Garner, Patrick Dempsey, Bradley Cooper, Queen Latifah, Jamie Foxx, Jessica Biel, Hector Elizondo, Jessica Alba, Eric Dane, Topher Grace, Ashton Kutcher, Carter Jenkins, Taylor Swift, Taylor Lautner | [ 20 ] |
| F E V E R E I R O | 12      | The Wolfman                                        | Universal                   | Dir. Joe Johnston; Elenco, Benicio del Toro, Anthony Hopkins, Emily Blunt, Geraldine Chaplin, Hugo Weaving | [ 21 ] |
| F E V E R E I R O | 19      | Shutter Island                                     | Paramount                   | Dir., Martin Scorsese; Adp., Laeta Kalogridis; Elenco, Leonardo DiCaprio, Mark Ruffalo, Ben Kingsley, Michelle Williams, Emily Mortimer, Jackie Earle Haley, Max von Sydow, Elias Koteas, Patricia Clarkson                                                                                             | [ 22 ] |
| F E V E R E I R O | 26      | Cop Out                                            | Warner Bros.                | Kevin Smith (diretor); Bruce Willis, Tracy Morgan, Jason Lee, Seann William Scott, Adam Brody | [ 23 ] |
| F E V E R E I R O | 26      | The Crazies                                        | Overture                    | Breck Eisner (diretor); Timothy Olyphant, Radha Mitchell, Danielle Panabaker, Joe Anderson | [ 24 ] |
| M A R Ç O         | 5       | Alice in Wonderland                                | Walt Disney Pictures        | Tim Burton (diretor); Linda Woolverton (adaptação); Mia Wasikowska, Johnny Depp, Helena Bonham Carter, Anne Hathaway, Michael Sheen, Alan Rickman, Timothy Spall, Christopher Lee, Michael Gough | [ 25 ] |
| M A R Ç O         | 5       | Brooklyn's Finest                                  | Overture Films              | Dir.: Antoine Fuqua; Adp.: Michael C. Martin; Elenco: Ethan Hawke, Richard Gere, Vincent D'Onofrio, Don Cheadle, Wesley Snipes, Jesse Williams, Lili Taylor, Ellen Barkin | [ 26 ] |
| M A R Ç O         | 12      | Green Zone                                         | Universal Pictures          | Dir., Paul Greengrass; Adp., Brian Helgeland; Elenco: Matt Damon, Amy Ryan, Jason Isaacs, Brendan Gleeson, Greg Kinnear, Michael O'Neill | [ 27 ] |
| M A R Ç O         | 12      | She's Out of My League                             | DreamWorks                  | Jim Field Smith (diretor); Elenco: Jay Baruchel, Alice Eve, T.J. Miller, Nate Torrence, Krysten Ritter, Geoff Stults, Lindsay Sloane | [ 28 ] |
| M A R Ç O         | 12      | Our Family Wedding                                 | Fox Searchlight Pictures    | Rick Famuyiwa (diretor); Forest Whitaker, America Ferrera, Carlos Mencia, Regina King, Lance Gross, Charlie Murphy | [ 29 ] |
| M A R Ç O         | 12      | Remember Me                                        | Summit Entertainment        | Allen Coulter (diretor); Robert Pattinson, Pierce Brosnan, Chris Cooper, Lena Olin, Martha Plimpton | [ 30 ] |
| M A R Ç O         | 19      | The Bounty Hunter                                  | Columbia Pictures           | Andy Tennant (diretor); Elenco: Gerard Butler, Jennifer Aniston | [ 31 ] |
| M A R Ç O         | 19      | Hot Tub Time Machine                               | Metro-Goldwyn-Mayer         | Steve Pink (diretor); Elenco: John Cusack, Rob Corddry, Craig Robinson, Clark Duke, Lizzy Caplan, Crispin Glover, Sebastian Stan | [ 32 ] |
| M A R Ç O         | 19      | Tell Me                                            | Miramax                     | Dir. & Adp., Massy Tadjedin Elenco: Keira Knightley, Sam Worthington, Eva Mendes, Guillaume Canet, Griffin Dunne, Scott Adsit, Daniel Eric Gold | [ 33 ] |
| M A R Ç O         | 19      | The Runaways                                       | Apparition Studios          | Dir. & Adp.: Floria Sigismondi; Elenco: Dakota Fanning, Kristen Stewart, Michael Shannon | [ 34 ] |
| M A R Ç O         | 19      | Season of the Witch                                | Lions Gate Entertainment    | Dominic Sena (diretor); Nicolas Cage, Ron Perlman, Stephen Campbell Moore, Claire Foy, Stephen Graham, Ulrich Thomsen | [ 35 ] |
| M A R Ç O         | 26      | Clash of the Titans                                | Warner Bros.                | Louis Leterrier (diretor); Lawrence Kasdan (adaptação); Elenco:Ralph Fiennes, Liam Neeson, Sam Worthington, Gemma Arterton, Danny Huston, Jason Flemyng, Alexa Davalos, Mads Mikkelsen | [ 36 ] |
| M A R Ç O         | 26      | How to Train Your Dragon                           | Dreamworks Animation        | Chris Sanders, Dean DeBlois (diretores); Gerard Butler, America Ferrera, Jonah Hill, Jay Baruchel, Christopher Mintz-Plasse, Craig Ferguson, Kristen Wiig, T. J. Miller | [ 37 ] |

## Abril – Junho
| Estréia   | Estréia | Título                              | Estúdio                                      | Elenco e equipe | Ref.   |
| --------- | ------- | ----------------------------------- | -------------------------------------------- | --- | ------ |
| A B R I L | 2       | Diary of a Wimpy Kid                | 20th Century Fox                             | Thor Freudenthal (diretor) Jeff Filgo, Jackie Filgo, Jeff Judah (adaptação);Zachary Gordon, Chloë Moretz, Steve Zahn, Rachael Harris, Robert Capron, Devon Bostick, Grayson Russell | [ 38 ] |
| A B R I L | 2       | Furry Vengeance                     | Summit Entertainment                         | Roger Kumble (diretor); Brendan Fraser | [ 39 ] |
| A B R I L | 2       | The Last Song                       | Touchstone Pictures                          | Julie Anne Robinson (diretor); Nicholas Sparks (adaptação); Miley Cyrus, Greg Kinnear, Liam Hemsworth, Kelly Preston, Bobby Coleman | [ 40 ] |
| A B R I L | 2       | Repo Men                            | Universal                                    | Jude Law, Forest Whitaker | [ 41 ] |
| A B R I L | 2       | Why Did I Get Married Too?          | Lionsgate                                    | Tyler Perry (direção e adaptação); Tyler Perry, Tasha Smith, Kevin Navayne | [ 42 ] |
| A B R I L | 9       | Date Night                          | 20th Century Fox                             | Shawn Levy (diretor); Steve Carell, Tina Fey, Mark Wahlberg, James Franco, Leighton Meester, Common, Taraji Henson, Kristen Wiig, Ray Liotta, Mila Kunis, Mark Ruffalo, William Fichtner | [ 43 ] |
| A B R I L | 9       | The Losers                          | Warner Bros.                                 | Jeffrey Dean Morgan, Idris Elba, Chris Evans, Columbus Short, Jason Patric, Zoe Saldana, Oscar Jaenada | [ 44 ] |
| A B R I L | 16      | The Back-Up Plan                    | CBS Films                                    | Alan Poul (diretor); Jennifer Lopez, Noureen DeWulf, Alex O'Loughlin, Donal Logue, Jennifer Elise Cox, Melissa McCarthy | [ 45 ] |
| A B R I L | 16      | Death at a Funeral                  | Screen Gems                                  | Neil LaBute (diretor); Martin Lawrence, Chris Rock, James Marsden, Luke Wilson, Peter Dinklage | [ 46 ] |
| A B R I L | 16      | Kick-Ass                            | Lionsgate                                    | Matthew Vaughn (diretor); Aaron Johnson, Nicolas Cage, Chloe Moretz, Mark Strong, Christopher Mintz-Plasse, Lyndsy Fonseca | [ 47 ] |
| A B R I L | 16      | Machete                             | Alliance Atlantis                            | Robert Rodriguez (diretor); Danny Trejo, Robert DeNiro, Jessica Alba, Steven Segal, Lindsay Lohan, Michelle Rodriguez, Cheech Marin, Jeff Fahey | [ 48 ] |
| A B R I L | 16      | Piranha 3-D                         | Dimension Films                              | Alexandre Aja (diretor & roteiro); Jerry O'Connell, Jessica Szohr, Elisabeth Shue, Christopher Lloyd, Adam Scott, Dina Meyer, Richard Dreyfuss | [ 49 ] |
| A B R I L | 22      | Oceans                              | Disneynature                                 | Jacques Perrin, Jacques Cluzaud (diretores) | [ 50 ] |
| A B R I L | 23      | MacGruber                           | Universal Pictures                           | Jorma Taccone (diretor) Will Forte, Kristen Wiig, Ryan Phillippe, Val Kilmer | [ 51 ] |
| A B R I L | 23      | Wall Street 2: Money Never Sleeps   | 20th Century Fox                             | Oliver Stone (diretor); Michael Douglas, Shia LaBeouf, Carey Mulligan, Frank Langella, Susan Sarandon, Josh Brolin, Charlie Sheen | [ 52 ] |
| A B R I L | 30      | A Nightmare on Elm Street           | New Line Cinema / Platinum Dunes             | Samuel Bayer (diretor); Elenco: Jackie Earle Haley, Rooney Mara, Thomas Dekker, Kyle Gallner | [ 53 ] |
| M A I O   | 7       | Iron Man 2                          | Paramount                                    | Jon Favreau (diretor); Justin Theroux (adaptação); Robert Downey Jr, Gwyneth Paltrow, Don Cheadle, Mickey Rourke, Sam Rockwell, Scarlett Johansson | [ 54 ] |
| M A I O   | 14      | Robin Hood                          | Universal                                    | Ridley Scott (diretor); Russell Crowe, Cate Blanchett, Mark Strong | [ 55 ] |
| M A I O   | 14      | Letters to Juliet                   | Summit Entertainment                         | Gary Winick (diretor); Amanda Seyfried, Gael García Bernal, Vanessa Redgrave | [ 56 ] |
| M A I O   | 14      | Takers                              | Screen Gems                                  | John Luessenhop (diretor); Paul Walker, Matt Dillon, Hayden Christensen, Chris Brown, T.I., Idris Elba, Zoe Saldana. | [ 57 ] |
| M A I O   | 21      | Shrek Forever After                 | Dreamworks Animation                         | Mike Mitchell (diretor); Mike Myers, Eddie Murphy, Cameron Diaz, Antonio Banderas | [ 58 ] |
| M A I O   | 28      | Prince of Persia: The Sands of Time | Walt Disney Pictures                         | Mike Newell (diretor); Carlo Bernard (adaptação); Elenco:Jake Gyllenhaal, Gemma Arterton, Ben Kingsley, Alfred Molina | [ 59 ] |
| M A I O   | 28      | Sex and the City 2                  | New Line Cinema                              | Michael Patrick King (direção e adaptação); Sarah Jessica Parker, Kristen Davis, Cynthia Nixon, Kim Cattrall, Chris Noth | [ 60 ] |
| J U N H O | 4       | Killers                             | Lionsgate                                    | Robert Luketic (diretor); Ashton Kutcher, Katherine Heigl, Tom Selleck, Catherine O'Hara, Martin Mull, Katheryn Winnick | [ 61 ] |
| J U N H O | 4       | Marmaduke                           | 20th Century Fox                             | Tom Dey (diretor); Amanda Seyfried, Jeremy Piven, Christopher Mintz-Plasse, Ron Perlman, Judy Greer, Anjelah Johnson, Lee Pace, Steve Coogan, William H. Macy, George Lopez, Damon Wayans Jr., David Walliams | [ 62 ] |
| J U N H O | 11      | The A-Team                          | 20th Century Fox                             | Joe Carnahan (diretor); Liam Neeson, Bradley Cooper, Quinton Jackson, Sharlto Copley | [ 63 ] |
| J U N H O | 11      | Get Him to the Greek                | Universal Pictures                           | Nicholas Stoller (direção e roteiro); Russell Brand, Jonah Hill, Rose Byrne, Elisabeth Moss, Sean Combs, Tom Felton, Katy Perry | [ 64 ] |
| J U N H O | 11      | The Karate Kid                      | Columbia Pictures                            | Harald Zwart (diretor); Jackie Chan, Jaden Smith | [ 65 ] |
| J U N H O | 18      | Footloose                           | Paramount Pictures                           | Kenny Ortega (diretor); Chace Crawford, Julianne Hough | [ 66 ] |
| J U N H O | 18      | Jonah Hex                           | Warner Bros.                                 | Jimmy Hayward (diretor); Elenco: Josh Brolin, Megan Fox, Will Arnett, John Malkovich, Michael Fassbender, Michael Shannon | [ 67 ] |
| J U N H O | 18      | Toy Story 3                         | Walt Disney Pictures/Pixar Animation Studios | Lee Unkrich (diretor); Michael Arndt (adaptação); Tom Hanks, Tim Allen, Joan Cusack, Wallace Shawn, John Ratzenberger, Blake Clark, Don Rickles, Estelle Harris, Jodi Benson, Michael Keaton, R. Lee Ermey, Ned Beatty, Timothy Dalton, John Morris, Laurie Metcalf, Jeff Garlin, Bonnie Hunt, Whoopi Goldberg, Kristen Schaal | [ 68 ] |
| J U N H O | 25      | Grown Ups                           | Columbia Pictures                            | Dennis Dugan (diretor); Adam Sandler (adaptação); Adam Sandler, Kevin James, Chris Rock, Rob Schneider, David Spade, Salma Hayek, Maria Bello, Maya Rudolph | [ 69 ] |
| J U N H O | 30      | The Twilight Saga: Eclipse          | Summit Entertainment                         | David Slade (diretor); Robert Pattinson, Kristen Stewart, Taylor Lautner | [ 70 ] |

## Julho – Setembro
| Estréia         | Estréia | Título                                        | Estúdio                                 | Elenco & produção | Ref.   |
| --------------- | ------- | --------------------------------------------- | --------------------------------------- | --- | ------ |
| J U L H O       | 2       | The Last Airbender                            | Paramount Pictures / Nickelodeon Movies | M. Night Shyamalan (diretor); Noah Ringer, Nicola Peltz, Jackson Rathbone, Dev Patel, Aasif Mandvi, Shaun Toub, Cliff Curtis | [ 71 ] |
| J U L H O       | 2       | Knight & Day                                  | Twentieth Century Fox                   | James Mangold (diretor); Tom Cruise, Cameron Diaz | [ 72 ] |
| J U L H O       | 7       | Predators                                     | Twentieth Century Fox                   | Nimrod Antal (diretor); Adrien Brody, Alice Braga, Danny Trejo, Walt Goggins, Oleg Taktarov, Topher Grace, Derek Mears, Mahershalalhashbaz Ali, Louiz Ozawa                                                                                     | [ 73 ] |
| J U L H O       | 9       | Despicable Me                                 | Universal Pictures                      | Chris Renaud, Pierre Coffin (diretores); Steve Carell, Jason Segel, Kristen Wiig, Will Arnett, Miranda Cosgrove, Russell Brand, Jemaine Clement, Ken Jeong, Jack McBrayer, Julie Andrews, Danny McBride, Mindy Kaling, Dana Gaier, Elsie Fisher | [ 74 ] |
| J U L H O       | 16      | Inception                                     | Warner Bros.                            | Christopher Nolan (diretor); Leonardo DiCaprio, Marion Cotillard, Cillian Murphy, Elliot Page, Joseph Gordon-Levitt, Ken Watanabe, Tom Hardy, Michael Caine                                                                                     | [ 75 ] |
| J U L H O       | 16      | The Sorcerer's Apprentice                     | Walt Disney Pictures                    | Jon Turteltaub (diretor); Nicolas Cage, Jay Baruchel, Teresa Palmer, Alfred Molina, Toby Kebbell, Monica Bellucci | [ 76 ] |
| J U L H O       | 23      | Dinner For Schmucks                           | Paramount Pictures                      | Jay Roach (diretor); Steve Carell, Paul Rudd, Zach Galifianakis | [ 77 ] |
| J U L H O       | 23      | Salt                                          | Columbia Pictures                       | Phillip Noyce (diretor); Angelina Jolie, Liev Schreiber, Chiwetel Ejiofor | [ 78 ] |
| J U L H O       | 30      | Beastly                                       | CBS Films                               | Daniel Barnz (diretor); Vanessa Hudgens, Alex Pettyfer, Mary Kate Olsen, Neil Patrick Harris | [ 79 ] |
| J U L H O       | 30      | Cats & Dogs: The Revenge of Kitty Galore      | Warner Bros.                            | Brad Peyton (diretor); Chris O'Donnell, Jack McBrayer | [ 80 ] |
| J U L H O       | 30      | Little Fockers                                | DreamWorks/Universal Studios            | Paul Weitz (diretor); Ben Stiller, Robert De Niro, Teri Polo, Owen Wilson, Raven-Symone, Barbra Streisand | [ 81 ] |
| J U L H O       | 30      | Morning Glory                                 | Paramount Pictures                      | Roger Michell (diretor); Harrison Ford, Rachel McAdams, Diane Keaton, Jeff Goldblum, Patrick Wilson | [ 82 ] |
| A G O S T O     | 6       | The Other Guys                                | Columbia Pictures                       | Adam McKay (diretor); Will Ferrell, Mark Wahlberg | [ 83 ] |
| A G O S T O     | 6       | Step Up 3-D                                   | Touchstone Pictures                     | Jon Chu (diretor); Sharni Vinson | [ 84 ] |
| A G O S T O     | 13      | Eat, Pray, Love                               | Columbia                                | Dir/Adp Ryan Murphy; Julia Roberts, Richard Jenkins, Javier Bardem, Viola Davis, Billy Crudup, James Franco | [ 85 ] |
| A G O S T O     | 13      | The Expendables                               | Lionsgate                               | Sylvester Stallone (diretor); Sylvester Stallone, Mickey Rourke, Jason Statham, Jet Li, Steve Austin, Terry Crews, Dolph Lundgren | [ 86 ] |
| A G O S T O     | 13      | Ramona and Beezus                             | 20th Century Fox                        | Elizabeth Allen (diretor); Laurie Craig (screenplay); Ginnifer Goodwin, Selena Gomez, Joey King, Bridget Moynahan, John Corbett | [ 87 ] |
| A G O S T O     | 20      | Priest                                        | Screen Gems                             | Scott Stewart (diretor); Paul Bettany, Cam Gigandet, Karl Urban | [ 88 ] |
| A G O S T O     | 27      | Lottery Ticket                                | Warner Bros.                            | Erik White (diretor); Abdul Williams (screenplay); Bow Wow, Ice Cube | [ 89 ] |
| S E T E M B R O | 1       | The American                                  | Focus Features                          | Dir. Anton Corbijn; Adp. Rowan Joffe; George Clooney | [ 90 ] |
| S E T E M B R O | 3       | Born to Be a Star                             | Columbia                                | Stephen Dorff, Christina Ricci | [ 91 ] |
| S E T E M B R O | 10      | The Town                                      | Warner Bros.                            | Ben Affleck (diretor); Elenco: Ben Affleck, Jon Hamm, Rebecca Hall, Jeremy Renner | [ 92 ] |
| S E T E M B R O | 17      | The Roommate                                  | Screen Gems                             | Christian E. Christiansen (diretor); Cam Gigandet, Leighton Meester, Minka Kelly, Alyson Michalka, Matt Lanter, Frances Fisher | [ 93 ] |
| S E T E M B R O | 17      | Flipped                                       | Warner Bros.                            | Rob Reiner (diretor) | [ 94 ] |
| S E T E M B R O | 24      | Legend of the Guardians: The Owls of Ga'Hoole | Warner Bros.                            | Zack Snyder (diretor); Hugo Weaving, Ryan Kwanten, Jim Sturgess, Geoffrey Rush, Rachael Taylor, David Wenham | [ 95 ] |
| S E T E M B R O | 24      | You Again                                     | Walt Disney Pictures                    | Andy Fickman (diretor); Kristen Bell, Sigourney Weaver, Jamie Lee Curtis, Kristin Chenoweth, Odette Yustman, Victor Garber, Betty White, Patrick Duffy                                                                                          | [ 96 ] |

## Outubro – Dezembro
| Estréia         | Estréia | Título                                                   | < Estúdio                       | Elenco & produção | Ref.    |
| --------------- | ------- | -------------------------------------------------------- | ------------------------------- | --- | ------- |
| O U T U B R O   | 1       | Alpha and Omega                                          | Lions Gate Family Entertainment | Ben Gluck (diretor); Justin Long, Hayden Panettiere, Christina Ricci, Danny Glover, Dennis Hopper | [ 97 ]  |
| O U T U B R O   | 1       | Your Highness                                            | Universal Pictures              | David Gordon Green (diretor); Danny R. McBride, James Franco, Natalie Portman, Zooey Deschanel, Justin Theroux | [ 98 ]  |
| O U T U B R O   | 8       | Going the Distance                                       | New Line Cinema                 | Nanette Burstein (diretor); Drew Barrymore, Justin Long, Charlie Day, Christina Applegate, Ron Livingston, Jim Gaffigan, Rob Riggle, Jason Sudeikis                                                                                | [ 99 ]  |
| O U T U B R O   | 8       | Secretariat                                              | Walt Disney Pictures            | Randall Wallace (diretor); Diane Lane, Dylan Walsh, John Malkovich, Scott Glenn, Kevin Connolly, Nelsan Ellis | [ 100 ] |
| O U T U B R O   | 8       | Zookeeper                                                | MGM                             | Frank Coraci (diretor); Kevin James, Rosario Dawson, Leslie Bibb, Ken Jeong, Donnie Wahlberg, Adam Sandler, Judd Apatow, Sylvester Stallone, Jon Favreau, Cher                                                                     | [ 101 ] |
| O U T U B R O   | 15      | Faster                                                   | CBS Films                       | Phil Joanou (diretor); Dwayne Johnson | [ 102 ] |
| O U T U B R O   | 15      | Jackass 3D                                               | Paramount                       | Diretor: Jeff Tremaine; Roteiro: Preston Lacy; Elenco: Johnny Knoxville, Bam Margera, Steve-O | [ 103 ] |
| O U T U B R O   | 15      | The Social Network                                       | Columbia                        | David Fincher (diretor); Aaron Sorkin (adaptação); Jesse Eisenberg, Justin Timberlake | [ 104 ] |
| O U T U B R O   | 22      | Prisoners                                                | Warner Bros. Pictures           | | [ 105 ] |
| O U T U B R O   | 22      | Red                                                      | Summit                          | Dir. Robert Schwentke; Adp. Erich Hoeber, Jon Hoeber; Bruce Willis, Morgan Freeman, Helen Mirren | [ 106 ] |
| O U T U B R O   | 22      | Saw VII                                                  | Lionsgate                       | David Hackl (diretor); Patrick Melton, Marcus Dunstan; Tobin Bell, Costas Mandylor | [ 107 ] |
| N O V E M B R O | 5       | Due Date                                                 | Warner Bros.                    | Dir., Todd Phillips; Elenco: Robert Downey, Jr., Zach Galifianakis | [ 108 ] |
| N O V E M B R O | 5       | MegaMind                                                 | DreamWorks Animation            | Tom McGrath (diretor); Will Ferrell, Tina Fey, Brad Pitt, Jonah Hill | [ 109 ] |
| N O V E M B R O | 12      | Tangled                                                  | Walt Disney Pictures            | Dir., Nathan Greno, Byron Howard; Roteiro: Brothers Grimm; Adaptação: Mark Kennedy, Dean Wellins; Elenco: Mandy Moore, Matthew Gray Gubler, David Schwimmer, John Goodman                                                          | [ 110 ] |
| N O V E M B R O | 12      | Unstoppable                                              | 20th Century Fox                | Dir., Tony Scott; Elenco: Denzel Washington, Chris Pine | [ 111 ] |
| N O V E M B R O | 19      | Harry Potter and the Deathly Hallows                     | Warner Bros./Heyday Films       | David Yates (diretor); Steve Kloves (adaptação); Daniel Radcliffe, Rupert Grint, Emma Watson, Bonnie Wright, Evanna Lynch | [ 112 ] |
| N O V E M B R O | 24      | Burlesque                                                | Screen Gems                     | Dir., Steven Antin, Elenco, Christina Aguilera, Cher | [ 113 ] |
| N O V E M B R O | 24      | Love and Other Drugs                                     | 20th Century Fox                | Dir: Edward Zwick; Roteiro: Charles Randolph; Adp: Jake Gyllenhaal, Anne Hathaway, Judy Greer, Gabriel Macht, Oliver Platt, Hank Azaria, Jill Clayburgh, George Segal, Katheryn Winnick, Josh Gad, Jaimie Alexander, Nikki DeLoach | [ 114 ] |
| N O V E M B R O | 24      | Red Dawn                                                 | MGM                             | Dan Bradley (diretor); Chris Hemsworth, Josh Peck, Adrianne Palicki, Connor Cruise | [ 115 ] |
| N O V E M B R O | 27      | Bruce Lee                                                |                                 | | [ 116 ] |
| D E Z E M B R O | 10      | The Chronicles of Narnia: The Voyage of the Dawn Treader | 20th Century Fox                | Michael Apted (diretor); Ben Barnes, Skandar Keynes, Georgie Henley, Will Poulter | [ 117 ] |
| D E Z E M B R O | 17      | Tron Legacy                                              | Walt Disney Pictures            | Dir.: Joseph Kosinski; Elenco: Garrett Hedlund, Jeff Bridges, Olivia Wilde, Bruce Boxleitner, James Frain, Beau Garrett, Michael Sheen, John Hurt                                                                                  | [ 118 ] |
| D E Z E M B R O | 17      | How Do You Know                                          | Columbia                        | Dir/Adp James L. Brooks; Reese Witherspoon, Paul Rudd, Owen Wilson | [ 119 ] |
| D E Z E M B R O | 17      | Yogi Bear                                                | Warner Bros.                    | Eric Brevig (diretor); Justin Timberlake, Dan Akroyd, Anna Faris, Christine Taylor | [ 120 ] |
| D E Z E M B R O | 22      | Gulliver's Travels                                       | 20th Century Fox                | Rob Letterman (diretor); Jack Black, Emily Blunt, Jason Segel, Amanda Peet | [ 121 ] |
| D E Z E M B R O | 22      | Life as We Know It                                       | Warner Bros. Pictures           | Greg Berlanti (diretor); Katherine Heigl, Josh Duhamel, Christina Hendricks, Josh Lucas | [ 122 ] |